# Dzierzgoń
Dzierzgoń (udtale: [ˈd͡ʑɛʐɡɔɲ] tidligere også: Kiszpork; tysk: Christburg) er en by i den østlige del af voivodskabet Pommern i det nordlige Polen. Den har 5.129(2021) indbyggere og et areal på 3,88 km², og en del af powiatet (amt) Sztum. Den ligger øst for Malbork og syd for Elbląg ved floden Dzierzgoń.

## Historie
Byen var oprindeligt en bosættelse af gammelpreussiske stammer af Pomesaniere. Bosættelsen går tilbage til tidlig middelalder. Det ældste navn er Sirgune, hvorfra det historiske polske navn Dzierzgoń kommer fra.
I 1247 blev et slot kendt som Neu Christburg grundlagt med udsigt over Dzierzgoń-floden, få kilometer væk fra en ældre fæstning kendt som Alt Christburg (Stary Dzierzgoń) af teutoniske riddere bragt til Polen af Konrad 1. af Masovien. I 1249 blev en fredsaftale underskrevet på det nye slot mellem den sejrrige Tyske Orden og besejrede lokale gammelpreussere, i nærværelse af pavelige legater, fremtidige pave Urban 4..
Efter det sejrrige Slaget ved Grunwald, i 1410, opholdt den polske kong Władysław II Jagiełło sig i slottet, efter at det blev forladt af de teutoniske riddere. I slottet var kongen modtog delegationer fra byen Elbląg, som derefter lovede ham troskab og anerkendte hans autoritet. I 1411 forlod polakkerne slottet, og de teutoniske riddere tilbagetog det. Slottet blev erobret af polakker igen i 1414.